# Hetty Wainthropp Investigates
Hetty Wainthropp Investigates är en brittisk deckarserie som har sänts på BBC. 
Serien sändes i 28 avsnitt under fyra säsonger, 1996 till 1998.
Huvudrollen, Hetty Wainthropp, är en bestämd kvinna med egen detektivbyrå och spelas av den brittiska skådespelaren Patricia Routledge. Hennes man spelas av Derek Benfield och hennes assistent Geoffrey spelas av Dominic Monaghan.